# Corypha microclada
Espèce
Statut de conservation UICN

 VU A1c, D2 : Vulnérable
Corypha microclada est une espèce de plantes de la famille des Arecaceae (palmiers).

## Publication originale
- Webbia 5: 7. 1921.